# Sceau de la Caroline du Sud
Le Grand Sceau de l’État de la Caroline du Sud a été adopté en 1776.
Il est composé de deux zones elliptiques, liées par des branches de palmetto. L'image de gauche est dominée par un grand palmetto et un autre arbre, tombé et brisé. Cette scène symbolise la bataille du 28 juin 1776 entre les défenseurs du fort de Sullivan's Island et la flotte britannique. Bien sûr, l'arbre debout représente les défenseurs victorieux, et l'arbre déchu la flotte britannique. Regroupées sur le palmetto avec le slogan latin Quis separabit? (« Qui nous séparera ? »), 2 faisceaux de 6 lances représentent les 12 premiers États de l'Union. Autour de l'image peuvent être lu, en haut « Caroline du Sud », et en bas Animis Opibusque Parati, ou « Préparés en esprit et en ressources ».
L'image de droite est une femme marchant le long d'un rivage parsemé d'épées. Cette femme, symbolisant l'espoir, tient une branche de laurier et le soleil se lève derrière elle. Sous son image on peut lire le mot Spes (« Espoir ») et au-dessus, la devise Dum Spiro Spero, ou « Tant que je respire, j’espère ».